# 周再康
周再康（1934年—），男，江苏宜兴人，中华人民共和国军事人物，曾任吉林省军区司令员，中共吉林省委常委，第八届全国人大代表。